# 토니 가니오스
토니 가니오스(Tony Ganios, 1959년 10월 21일~2024년 2월 18일)는 미국의 배우, 영화 배우, 텔레비전 배우이다.

## 영화
- 정의의 사총사(1994년)
- 떠오르는 태양(1993년)
- 테이킹 베버리힐즈(1991년)
- 다이 하드 2(1990년)
- 와이즈가이(1987년)
- 포키스 3(1985년)
- 보디 록(1984년)
- 포키스 2(1983년)
- 컨티넨틀 디바이드(1981년)
- 블랙 로드(1981년)
- 배회자(1979년)